# Xanthomicrogaster
Xanthomicrogaster är ett släkte av steklar. Xanthomicrogaster ingår i familjen bracksteklar.
Kladogram enligt Catalogue of Life:
| Xanthomicrogaster | \| \| Xanthomicrogaster fortipes \| \| \| \| \| \| Xanthomicrogaster maculatus \| \| \| \| \| \| Xanthomicrogaster pelides \| \| \| \| \| \| Xanthomicrogaster seres \| \| \| \| |
|                   | \| \| Xanthomicrogaster fortipes \| \| \| \| \| \| Xanthomicrogaster maculatus \| \| \| \| \| \| Xanthomicrogaster pelides \| \| \| \| \| \| Xanthomicrogaster seres \| \| \| \| |
|                   | Xanthomicrogaster fortipes |
|                   | |
|                   | Xanthomicrogaster maculatus |
|                   | |
|                   | Xanthomicrogaster pelides |
|                   | |
|                   | Xanthomicrogaster seres |
|                   | |